# ای۱۶۱

یک صفحه کلید استاندارد ای.۱۶۱

ای.۱۶۱ (به انگلیسی: E.161) یک توصیه اتحادیه بین‌المللی مخابرات است که به چگونگی اختصاص ۲۶ حرف الفبای انگلیسی A-Z به دکمه‌های صفحه کلید تلفن می‌پردازد. موارد استفاده از این نگاشت، شامل گزینه‌های زیر می‌شود:
- حروف چند-فشاری و سیستم‌های پیش‌بینی متن
- تشکیل فون‌واژه از شماره‌های تلفن
- استفاده از حروف الفبا (مثلاً یادیار) در یک شماره شناسایی شخصی